# 245-й отдельный танковый полк
245-й отдельный танковый полк был сформирован в феврале 1943 года в городе Горький.
На вооружении имел 12 танков типа МЗс (средний), основное вооружение 75 и 37 мм пушки, 27 МЗл (лёгкий) — 37 мм пушка. Командир полка подполковник Акопов М. К. Численный состав 600 человек.
Участвовал в боях на южном фасе Курской битвы в июле 1943 года в составе 6 гвардейской армии в районе с. Черкасское и Коровино Яковлевского района Белгородской области. После боёв 1943 года и потери всей мат.части переименован в 938 сап.